# Meredith Belbin
Raymond Meredith Belbin (ur. 4 czerwca 1926 r., zm. 6 marca 2025) – brytyjski teoretyk zarządzania specjalizujący się w zarządzaniu zespołami.
Większość swojej pracy poświęcił zagadnieniu efektywności zespołu, czyli badaniu przyczyn osiągania celów postawionych zespołom. W ten sposób opracował teorię ról w zespole (ang. Team Role Theory). Podczas badań w Henley Management College jedne zespoły radziły sobie z zadaniami, a innym szło to znacznie gorzej. Belbin dowiódł, że nie tylko wykształcenie i umiejętności, ale również typ osobowości (a zatem preferowane role zespołowe i styl komunikacji) mają wpływ na efektywność zespołów roboczych.
Teoria ról zespołowych pozwala na dobieranie odpowiednich dla zespołu osób, następnie zlecanie im odpowiednich zadań oraz komunikowanie się z nimi w odpowiedni sposób. Te grupy zachowań, odpowiednio nazwane, to role zespołowe. W wyniku dalszych badań wyselekcjonowano dziewięć ról zespołowych: 
- innowacyjny i samodzielny Kreator,
- Wnikliwy i analityczny Ewaluator,
- Intuicyjny i poważny Koordynator,
- Pracowity i konsekwentny Implementer,
- Precyzyjny i pilny Perfekcjonista,
- Optymistyczny i pomysłowy Poszukiwacz Źródeł,
- Dynamiczna i ambitna Lokomotywa,
- Spokojna i bezkonfliktowa Dusza Zespołu
- profesjonalny i badający Specjalista.

Jest dostępny test 360 stopni diagnozujący indywidualny profil ról zespołowych oraz oprogramowanie e-interplace służące do doboru osób do zespołów zarządzających, projektowych i sprzedażowych, uwzględniające różnice osobowościowe, kulturowe i np. komunikacyjne.